# Chlorsulfuron
Chlorsulfuron ist eine chemische Verbindung aus der Gruppe der Sulfonylharnstoffe und Triazine.

## Geschichte
Chlorsulfuron wurde erstmals 1982 in den Vereinigten Staaten für den Einsatz auf Nahrungspflanzen (Weizen, Gerste und Futterpflanzen), Gräsern und Baumpflanzungen durch E. I. du Pont de Nemours and Company zugelassen und war damit der erste zugelassene Acetolactat-Synthase-Hemmer. Seit 1988 wurden zusätzliche Produkte registriert, meist ebenfalls durch DuPont.

## Gewinnung und Darstellung
Chlorsulfuron kann aus o-Chloranilin durch mehrstufige Reaktion mit Natriumnitrit und Chlorwasserstoff und anschließende Reaktion der Zwischenprodukte mit Schwefeldioxid und Kupfer(I)-chlorid, Ammoniak, Chlorameisensäureethylester und anschließender Reaktion mit 2-Amino-4-methoxy-6-methyl-triazin gewonnen werden.

## Verwendung
Chlorsulfuron wird als Herbizid verwendet. Es ist ein Sulfonylharnstoff-Herbizid zur selektiven Vor- und Nachlaufbekämpfung von Unkräutern und Gräsern in Getreide.

## Zulassungsstatus
In einigen Staaten der EU besteht für Chlorsulfuron eine Zulassung als Pflanzenschutzmittel, nicht jedoch in Deutschland, Österreich und in der Schweiz.